# Astrodesmus stellifer
Astrodesmus stellifer är en mångfotingart som beskrevs av Cook 1896. Astrodesmus stellifer ingår i släktet Astrodesmus och familjen Gomphodesmidae. Inga underarter finns listade i Catalogue of Life.